# Jaganrei
 (mai 2022).
Pour plus de détails, voir Fiche technique et Distribution.
Jaganrei (邪願霊) est un film d'horreur japonais sorti en 1988, réalisé par Teruyoshi Ishii (ja) et scénarisé par Chiaki J. Konaka.

## Synopsis
Le film se présente comme un reportage TV sur une jeune idol. On découvre progressivement  une silhouette blanche floue qui se trouvait sur les images d'interview de la chanteuse, à peine visible. La vie de l'idol réapparait alors peu à peu sous un jour paranormal.

## Fiche technique
- Titre : Jaganrei
- Titre original : 邪願霊
- Réalisation : Teruyoshi Ishii (ja)
- Scénario : Chiaki J. Konaka
- Genre : film d'horreur, J-Horror
- Pays de production : Japon
- Durée : 49 minutes

## Distribution
- Naoto Takenaka

## Autour du film
Jaganrei est le premier film identifié comme relevant du genre de la J-Horror, un genre qui réinvente les codes des films de fantômes japonais.
Jaganrei et la série des Scary True Stories (ほんとにあった怖い話) de 1991, réalisée par Norio Tsuruta, et scénarisée également par Chiaki Konaka, ont marqué un véritable renouveau des films d'horreur japonais et de la manière de représenter les fantômes dans le cinéma japonais. C'est ce qui fut nommé ensuite la "Théorie Konaka", du nom du scénariste, par Kiyoshi Kurosawa et Hiroshi Takahashi.
Cette théorie est une sorte de méthodologie, sur la manière de faire peur au cinéma, avec des fantômes. Cela repose par exemple sur le fait de représenter de fantôme flou, discret ou peu visible, de préférer montrer la peur de la victime plutôt que le fantôme directement, ou de favoriser le mystère quant aux motivations de celui-ci, entre autres.